# Jean-François Lamour
Jean-François Lamour (París, França 1956) és un tirador d'esgrima francès, ja retirat, guanyador de cinc medalles olímpiques. Actualment desenvolupa activitats polítiques per la Unió per a un Moviment Popular (UMP).

## Biografia
Va néixer el 2 de febrer de 1956 a la ciutat de París.

## Carrera esportiva
Va participar, als 24 anys, en els Jocs Olímpics d'Estiu de 1980 realitzats a Moscou (Unió Soviètica), on va finalitzar vint-i-unè en la prova individual de sabre. En els Jocs Olímpics d'Estiu de 1984 realitzats a Los Angeles (Estats Units) va aconseguir guanyar la medalla d'or en la prova de sabre individual i la medalla de plata en la prova per equips. Quatre anys després, en els Jocs Olímpics d'Estiu de 1988 celebrats a Seül (Corea del Sud), va aconseguir revalidar el títol olímpic en la prova individual, si bé en la prova per equips únicament pogué guanyar un diploma olímpic en finalitzar quart. En els Jocs Olímpics d'Estiu de 1992 celebrats a Barcelona (Catalunya) va aconseguir guanyar sengles medalles de bronze en la prova individual i per equips.
Al llarg de la seva carrera ha guanyat quatre medalles en el Campionat del Món d'esgrima, una d'elles d'or; tretze vegades el títol nacional de sabre individual i guanyà una medalla d'or en els Jocs del Mediterrani.

## Carrera política
Membre de la Unió per a un Moviment Popular (UMP), l'any 1993 fou nomenat conseller tècnic per la joventut i l'esport per part de l'alcalde de París. El 1995 abandonà aquest càrrec per esdevenir conseller tècnic d'aquestes mateixes funcions al Secretariat General de la Presidència de la República Francesa.
El maig de 2002 fou nomenat Ministre d'Esports en el govern del primer ministre Dominique de Villepin, càrrec que ocupà fins al març de 2004, moment en què fou nomenat Ministre de Joventut, Esports i vida associativa pel primer ministre Jean-Pierre Raffarin. Ocupà aquest càrrec fins al maig de 2007.
El juny de 2007 fou elegit diputat a l'Assemblea Nacional.